# Balle (runristare)

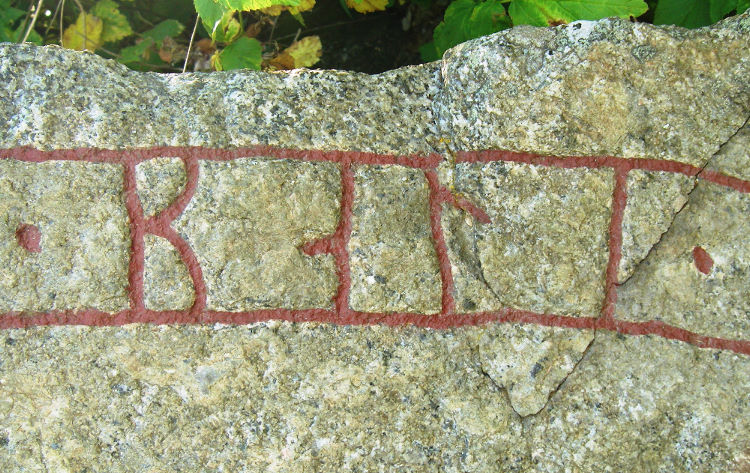
Balles signatur på Upplands runinskrifter 873.

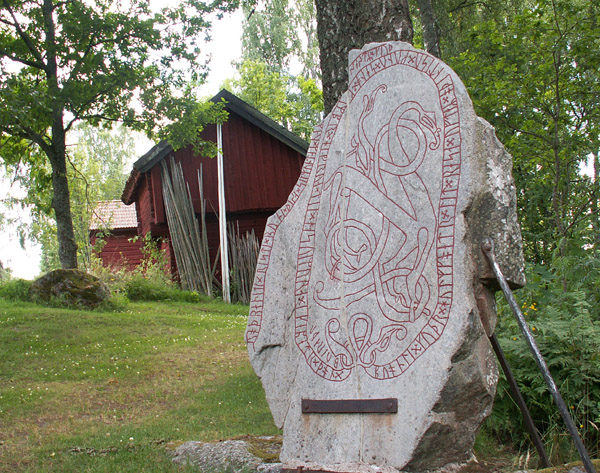
Odendisastenen av Balle den röde.

Balle var en runristare som levde under senare hälften av 1000-talet. Ett fyrtiotal av hans ristningar är bevarade, varav ett tjugotal är signerade. De finns i Västmanland, sydvästra Uppland och norra Södermanland. En del av Balles runstenar har text på vers, till exempel Ågerstastenen. Han anses ha varit lärjunge till Livsten och han arbetade i en ornamenterad stil, rikligt försedd med bild- och mönstervariationer. Det är osäkert om Balle och Balle den röde ("Röd-Balle"), som ristat två stenar vid Lilla Kyringe och Hassmyra i Västmanland, är samma person.

## Altunastenen
Ett berömt verk av Balle är Altunastenen vid Altuna kyrka i Uppland. Den restes till minnet av Holmfast och hans son Arnfast som blev innebrända. Här illustreras guden Tors fiskafänge. Nedtill på stenens vänstra sida syns en man stående i en båt. Det är Tor med hammaren Mjölner, och betet som han håller ner i vattnet är ett oxhuvud från en av Hymers oxar. Den han vill få på kroken är Midgårdsormen. Allt är åskådligt skildrat; även Tors fot som går tvärs genom båten vid den kraftiga ansträngningen finns med.

## Ristningar av Balle

### Ristningar i Södermanland
- Sö 92, signerad: bali
- Sö 194, osignerad
- Sö 203, signerad: ' bali · risti '
- Sö 209, osignerad
- Sö 210, signerad: · bali · risti [(r)(u)](n)iʀ þisaʀ ×
- Sö 214, signerad: • bali • risti •

### Ristningar i Uppland
- U 34, osignerad
- U 647, signerad:  · bali ·· risti staina þis... · baþa · [1]
- U 650, osignerad
- U 690, osignerad
- U 697, osignerad
- U 699, signerad: [· bal]i · ¶ · [-r]ist... (läsningsvariant [· bal]i · ¶ · [n r]ist...)[2]
- U 703, osignerad[2]
- U 704, osignerad[2]
- U 705, signerad: bali • ri...[1]
- U 706, osignerad
- U 707, signerad: · bali · risti ·
- U 712, osignerad
- U 713, osignerad
- U 714, osignerad
- U 721, signerad bali - risti[2]
- U 722, osignerad[2]
- U 723, osignerad[2]
- U 724, osignerad[2]
- U 725, osignerad[2]
- U 727, osignerad[2]
- U 729, Ågerstastenen, signerad: • bali • risti •[1]
- U 730, osignerad
- U 739, osignerad
- U 740, signerad
- U 744, signerad: bali • risti • stn
- U 750, signerad: • bali •risti •
- U 751, osignerad
- U 753, signerad: bali • risti •
- U 756, signerad: bali • risti • stn
- U 757, osignerad
- U 770, signerad: bali • risti • stan
- U 807, osignerad
- U 808, osignerad
- U 815, osignerad
- U 819, signerad: bali • risti •
- U 820, osignerad
- U 829, signerad: bali : risti · stan
- U 873, signerad: bali • risi • stan • þinsa[1]
- U 1161, Altunastenen, signerad: bali + fresþen + liþ + lifsþen[1]

### Ristningar i Västmanland
- Vs 15, signerad: bali
- Vs 24, Odendisastenen, signerad: roþbalir × risti × runi × þisa[1]

## Bilder

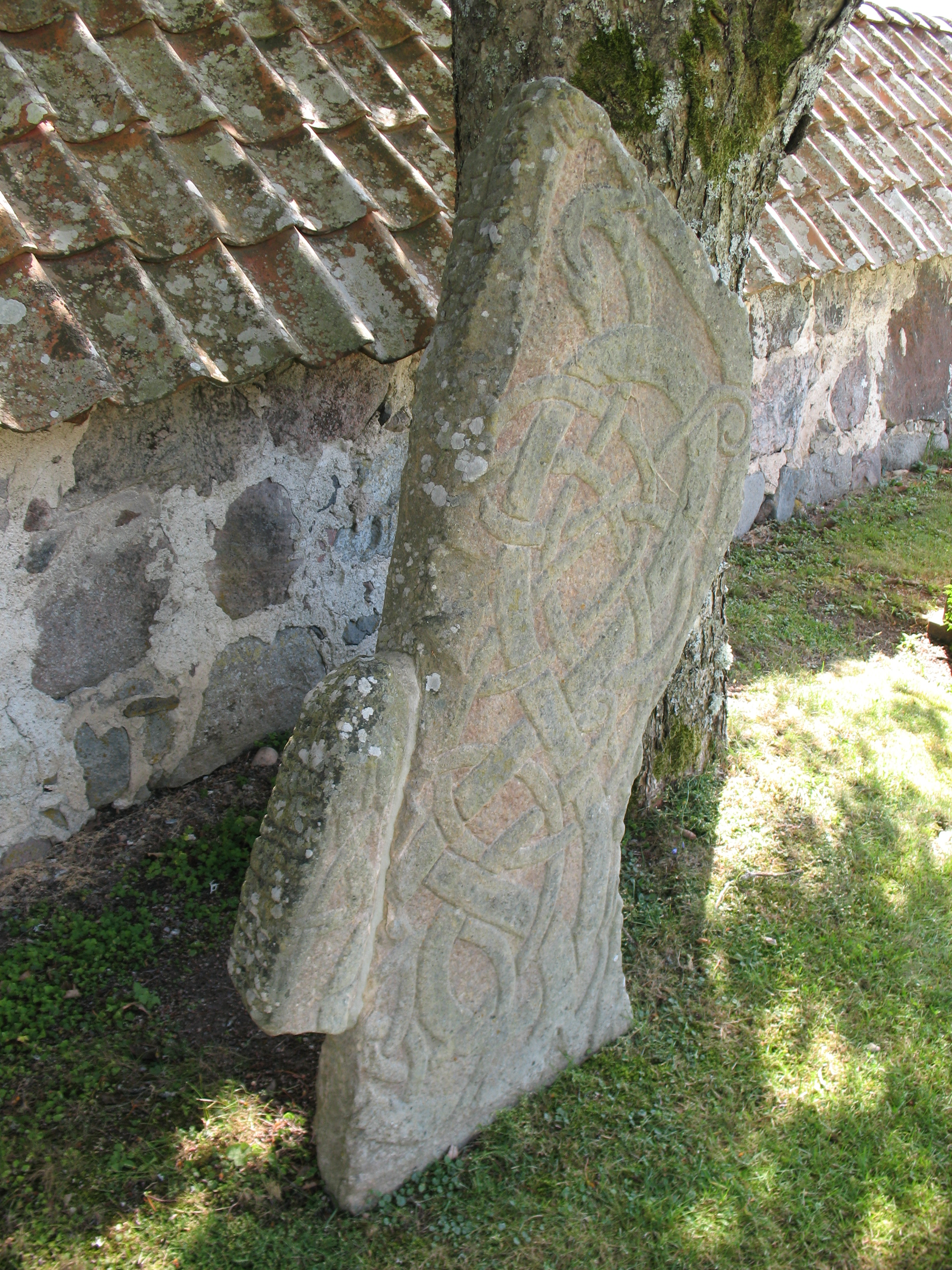
Sö 92
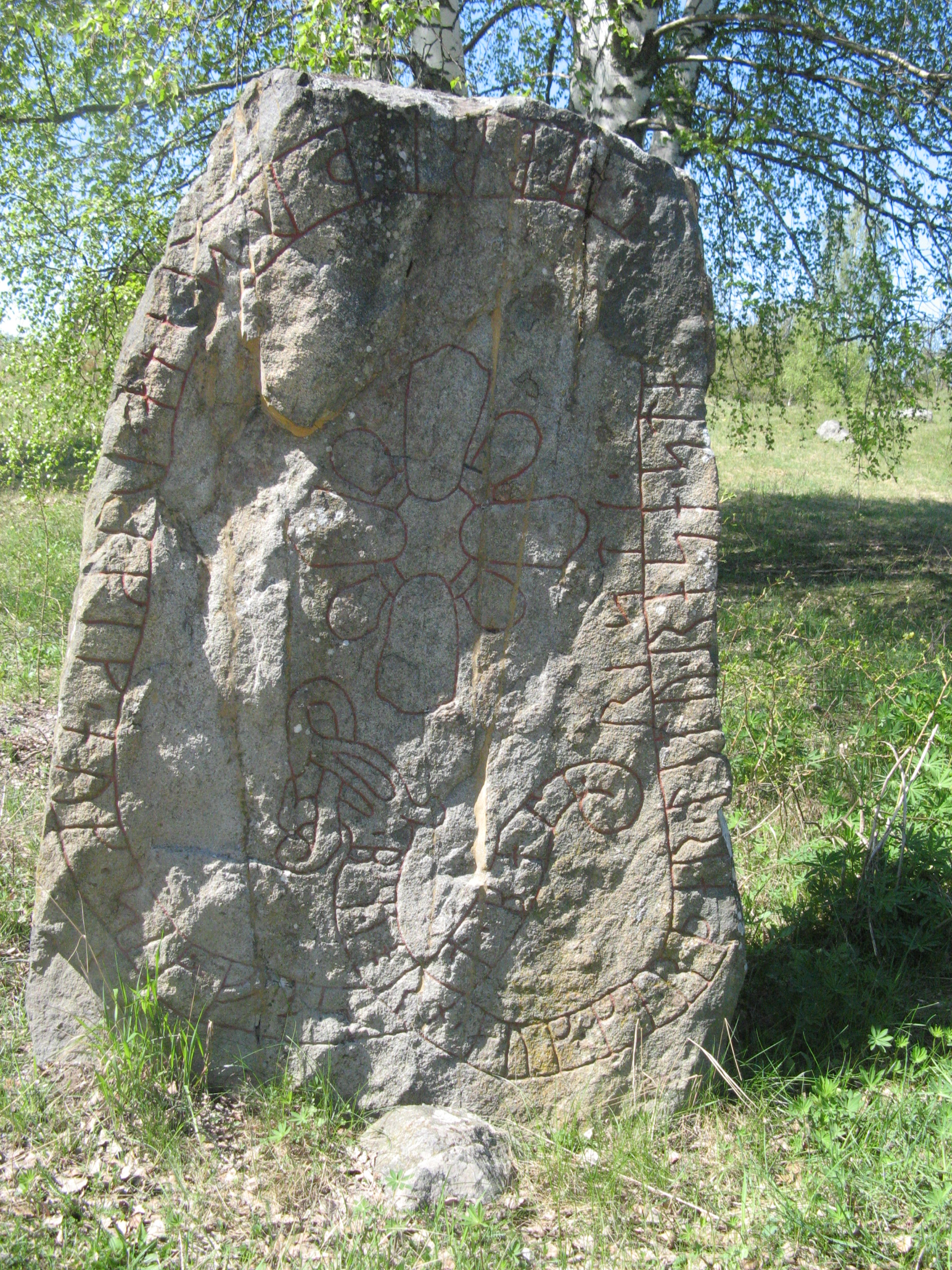
Sö 203
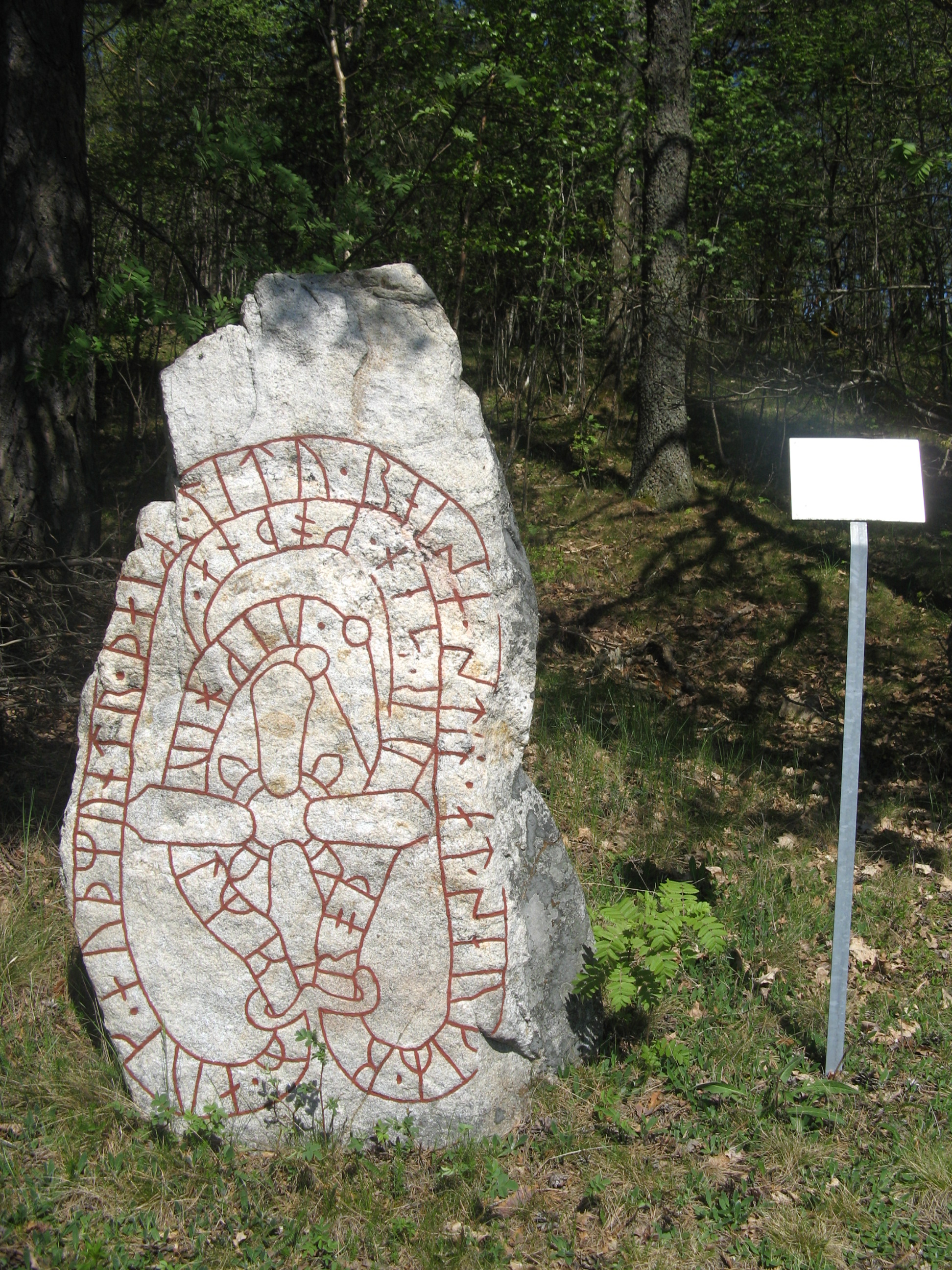
Sö 209
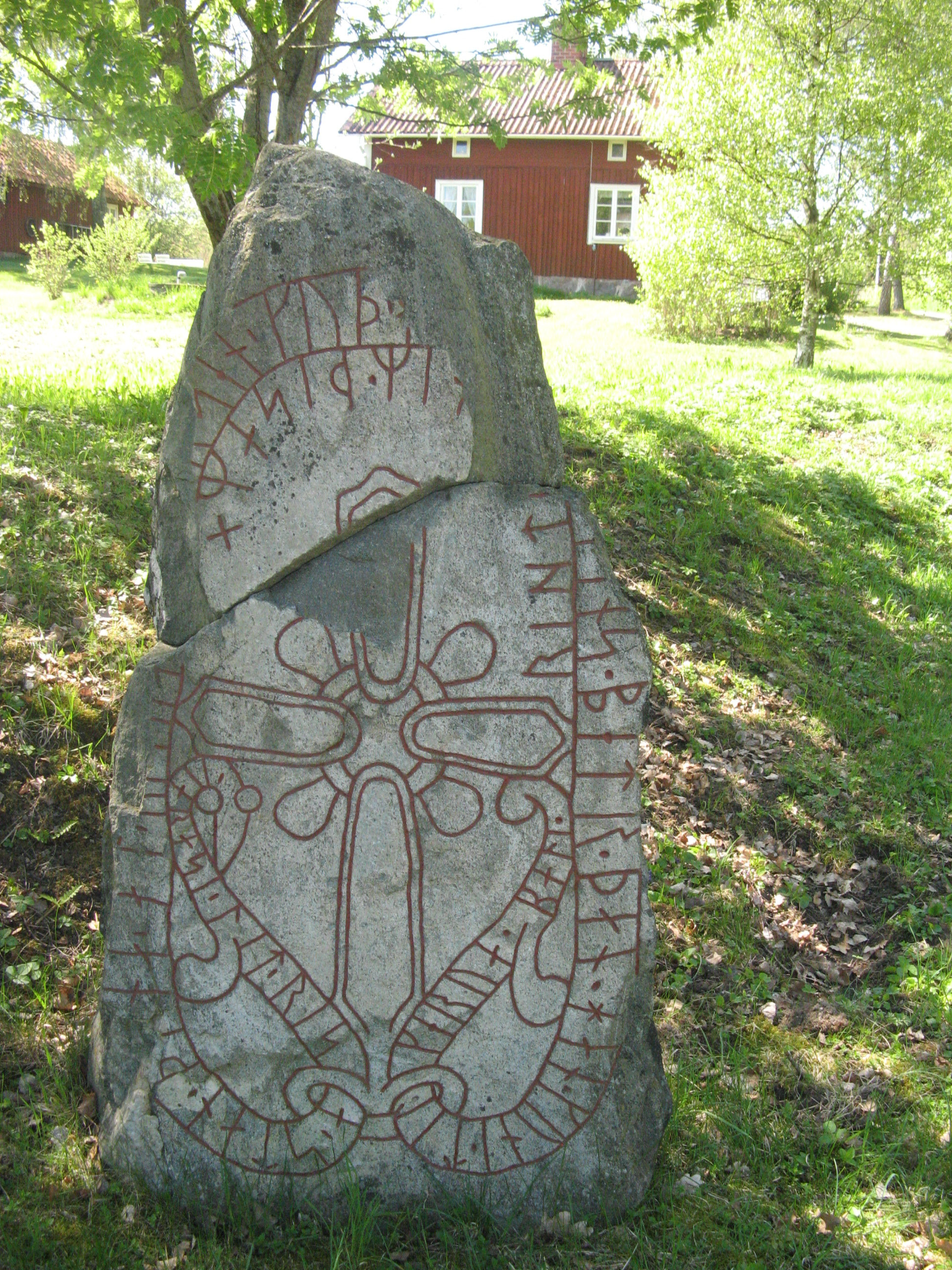
Sö 210
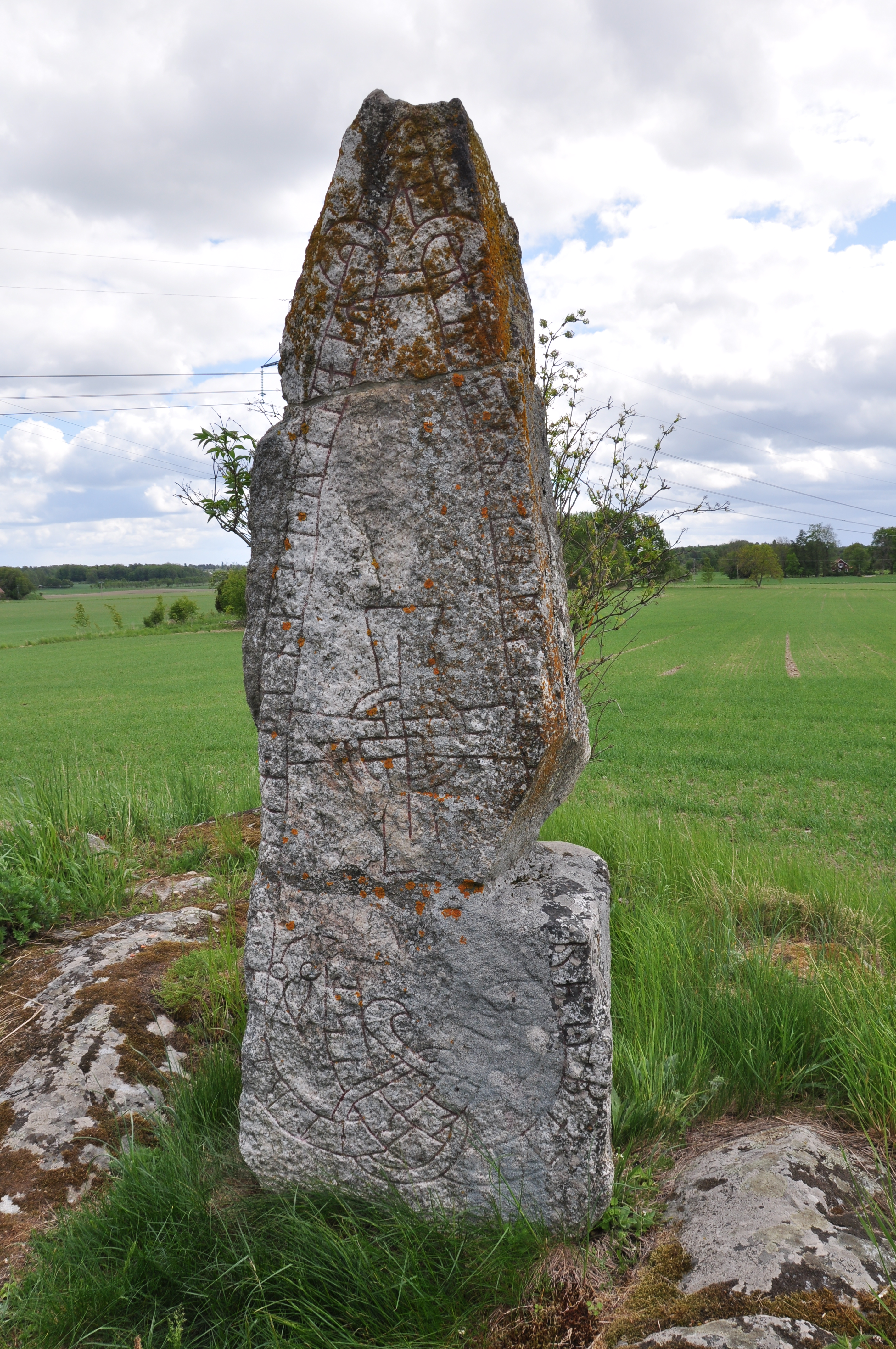
Sö 214
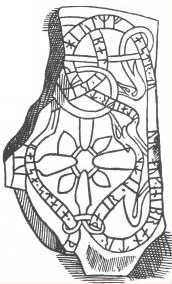
U 705
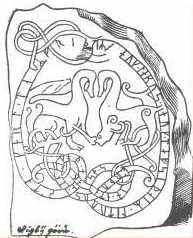
U 751
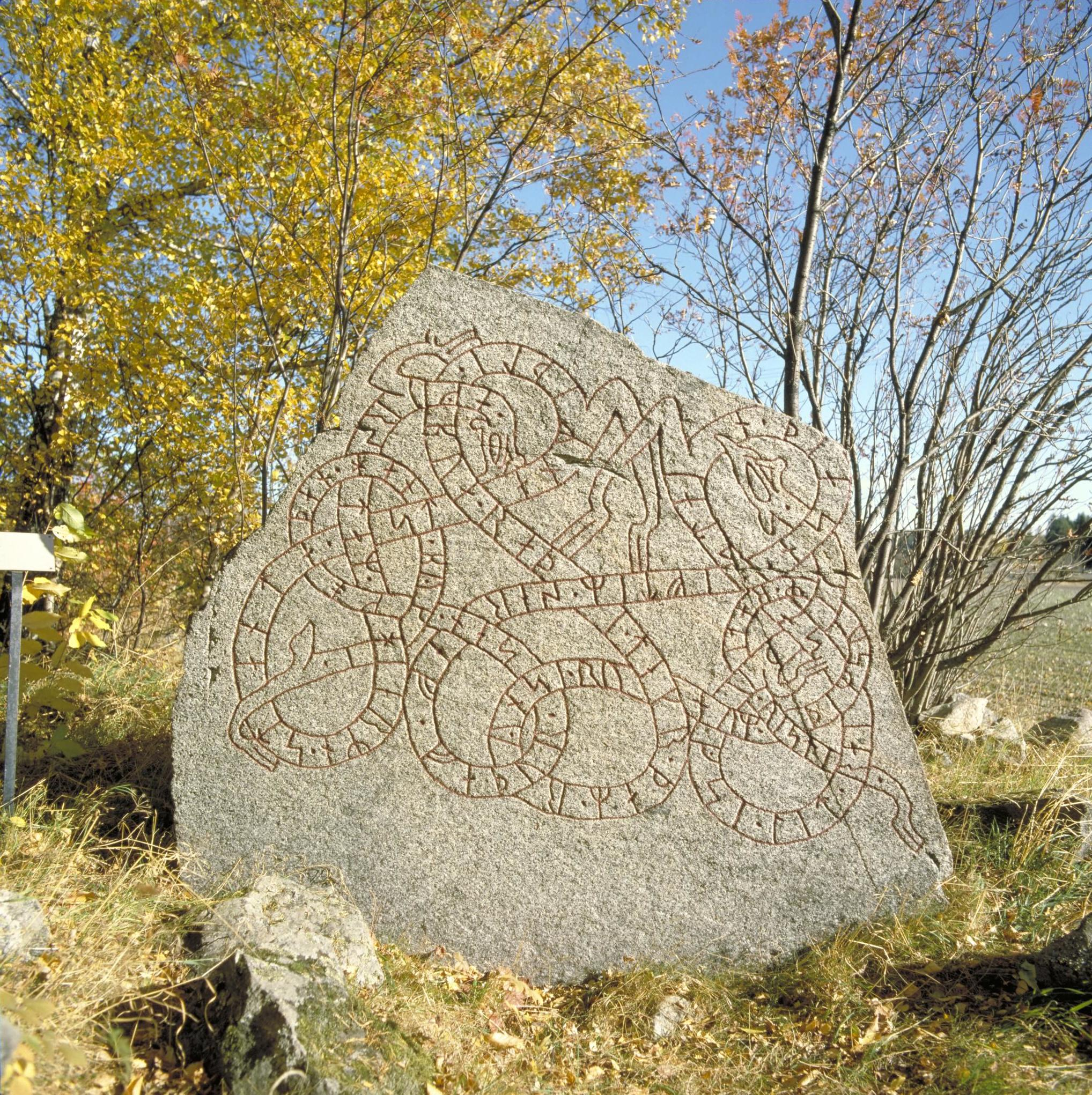
U 729
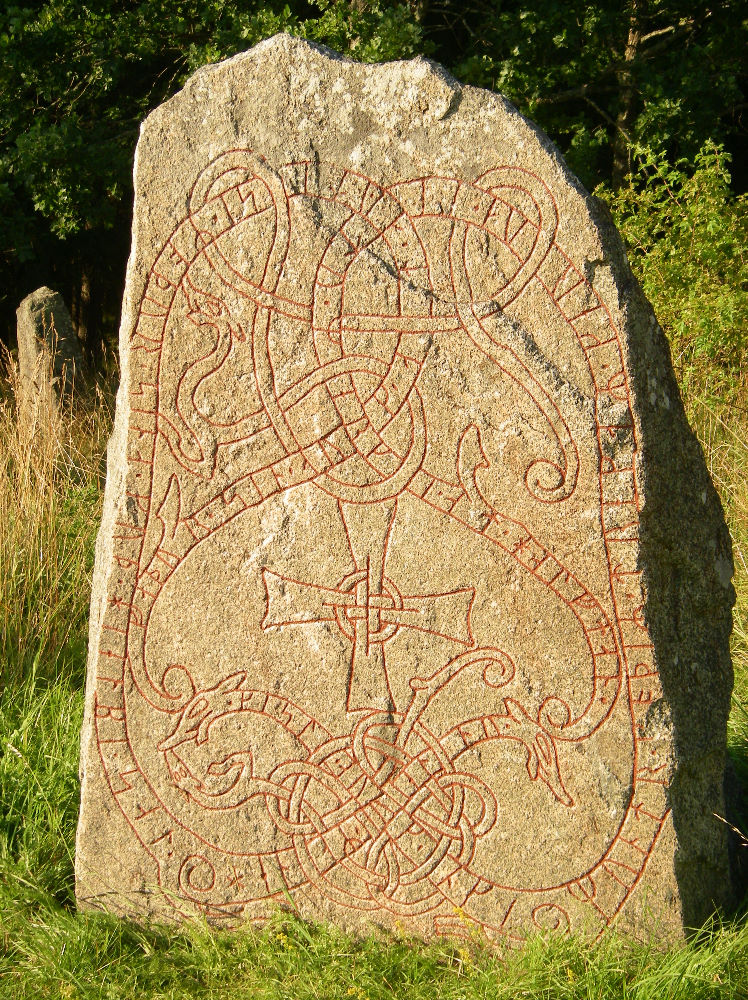
U 808
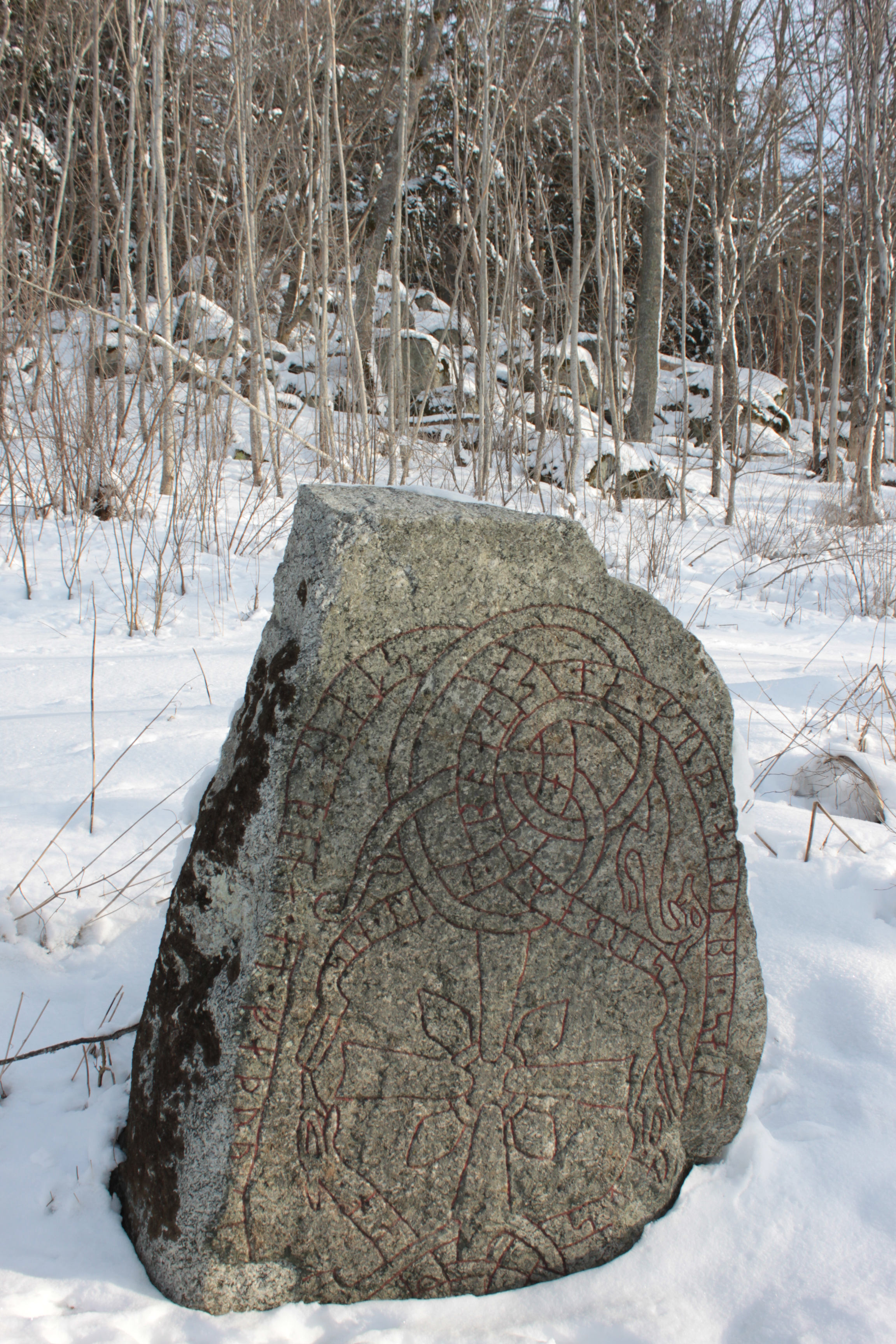
U 819
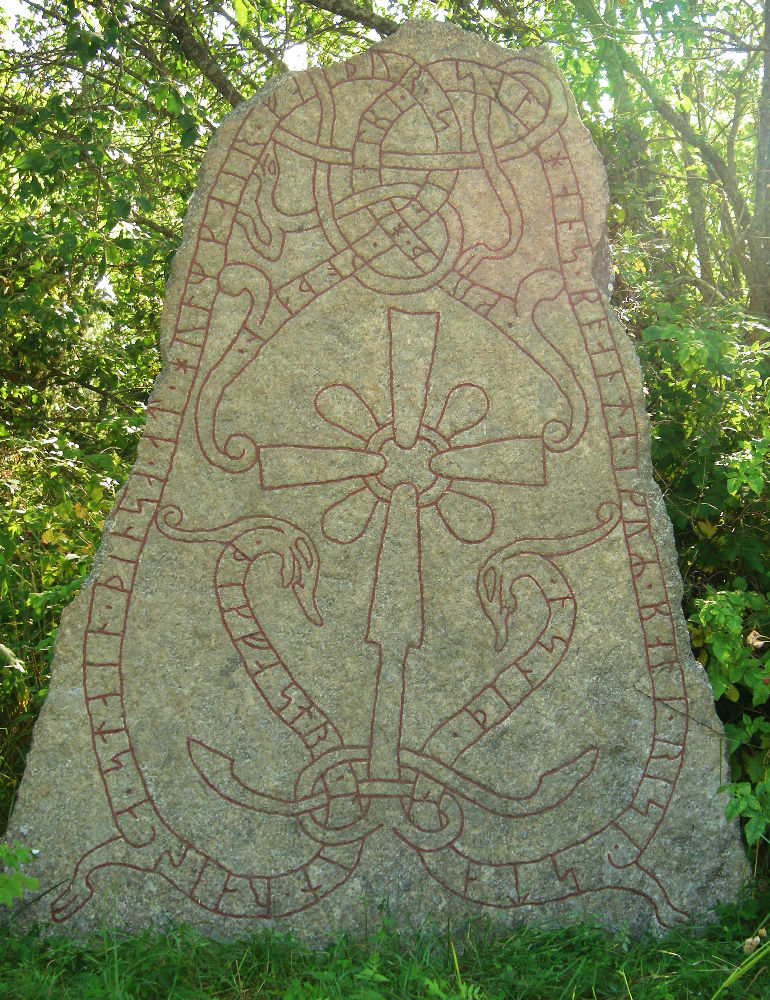
U 873
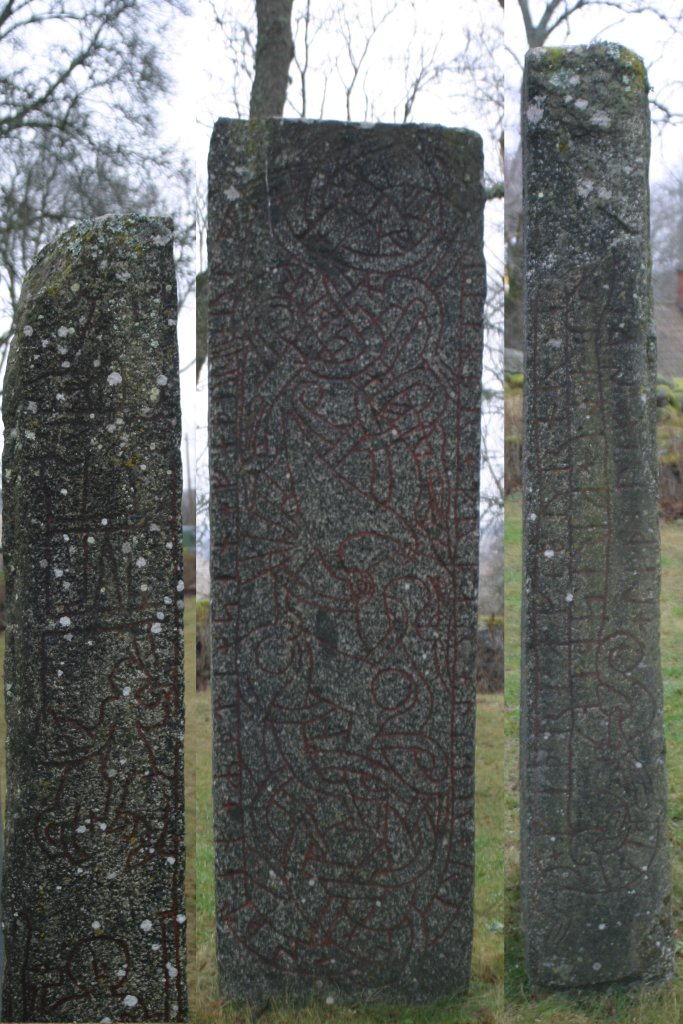
U 1161
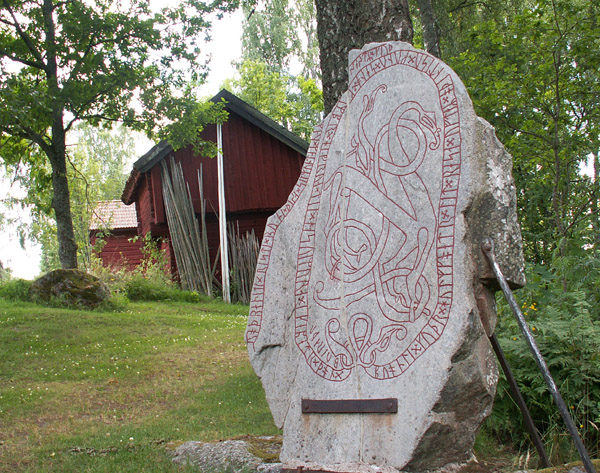
Vs 24

### Fotnoter
1. 1 2 3 4 5 6  Samnordisk runtextdatabas
2. 1 2 3 4 5 6 7 8 9  Elias Wessén, Sven B.F. Jansson, red (1949-1951). Sveriges runinskrifter. Bd 8, Upplands runinskrifter, del 3. Stockholm: KVHAA. http://www.raa.se/runinskrifter/sri_uppland_b08_text_4.pdf